# Castell de Burgalimar
El Castell de Burgalimar, o Castell de Bury al-Hammam, és un castell històric de la localitat de Baños de la Encina, província de Jaén, Espanya. Va ser construït al segle X sota el domini del califat omeia de Còrdova.

## Història
Una inscripció en una placa de marbre trobada a l'entrada del castell registra la data de la seva construcció com l'any 967 dC (357 AH), durant el regnat del califa Al-Hàkam II, qui és també anomenat a la inscripció. La placa de marbre es conserva ara al Museu Arqueològic Nacional de Madrid. El castell va ser construït com a base militar i guarnició per defensar la vall del riu Guadalquivir i els camins d'anada i tornada a la capital, Còrdova.
Als segles XII i XIII, durant la Reconquesta, el castell va canviar de mans diverses vegades entre els governants musulmans d'Al-Àndalus i els regnes cristians del nord. Alfons VII el va capturar el 1147 però va tornar al control musulmà després de la seva mort el 1157. Alfons VIII i Alfons IX junts el van capturar de nou durant un temps el 1189. Va ser capturat pel Regne de Castella l'any 1212, poc abans de la batalla de Las Navas de Tolosa, però va tornar al control almohade tres dies després de la batalla. El castell va ser conquerit definitivament per Castella l'any 1225, quan va conquerir la regió circumdant. Els castellans van afegir més tard una torre de torre anomenada Torre del Homenaje ("Torre de l'Homenatge") el 1466.
Va ser designat Monument Nacional d'Espanya l'any 1931.

## Descripció
El castell consta d'un gran recinte emmurallat, de forma allargada però irregular, d'uns 100 metres de llargada i 50 metres d'amplada. Quinze torres s'aixequen en intervals propers al voltant del perímetre. Totes les torres tenen una base quadrada o rectangular, que era típica de les fortaleses califals del segle x, llevat de la torre més al nord, la Torre del Homenaje del segle xv, que és més gran i de perfil semi-rodó. Hi ha dues portes d'entrada: una al nord i una altra al sud/sud-est. La porta sud més important consisteix en un pas recte (en lloc de l'entrada doblegada habitual en les fortificacions posteriors) amb arcs de ferradura, situat entre dues torres. Les cambres es trobaven a sobre del passatge amb ranures al terra on es podien llançar míssils sobre els atacants. A l'interior del castell actual es troben les restes d'una cisterna i els fonaments d'edificacions posteriors.

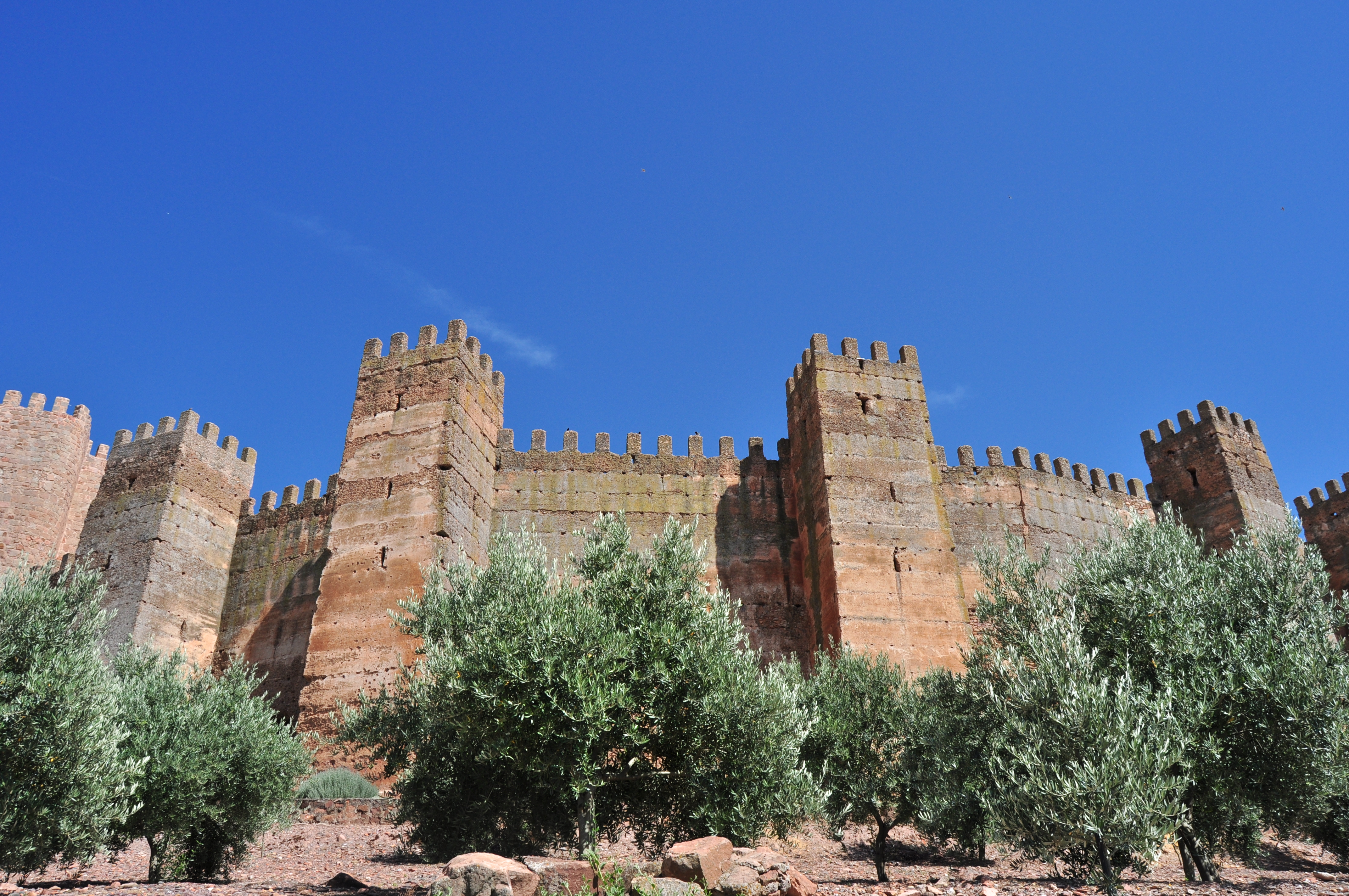
Vista exterior de les parets
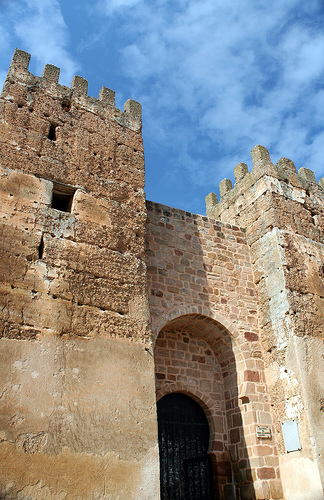
La porta sud del castell
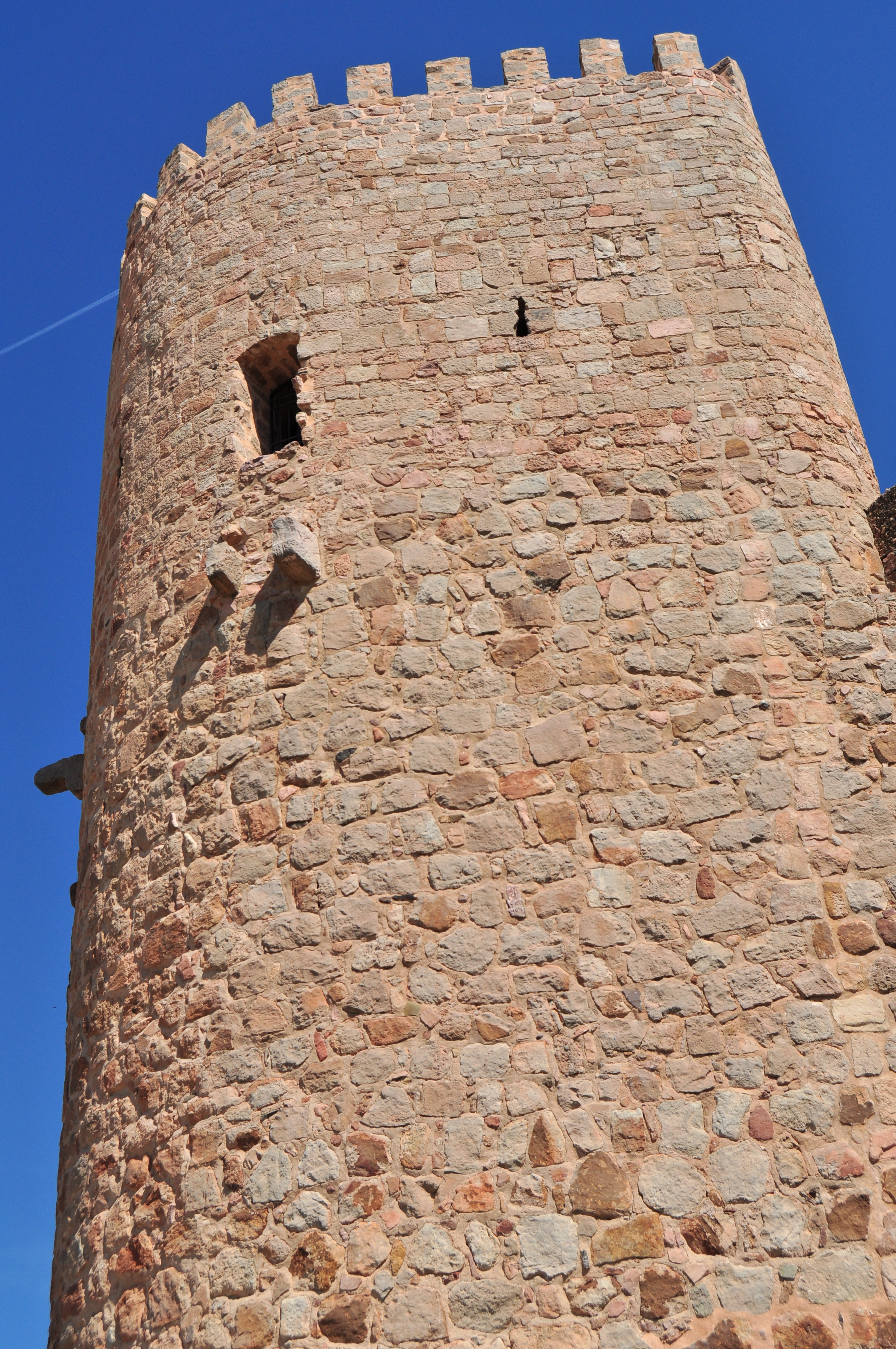
La Torre del Homenaje
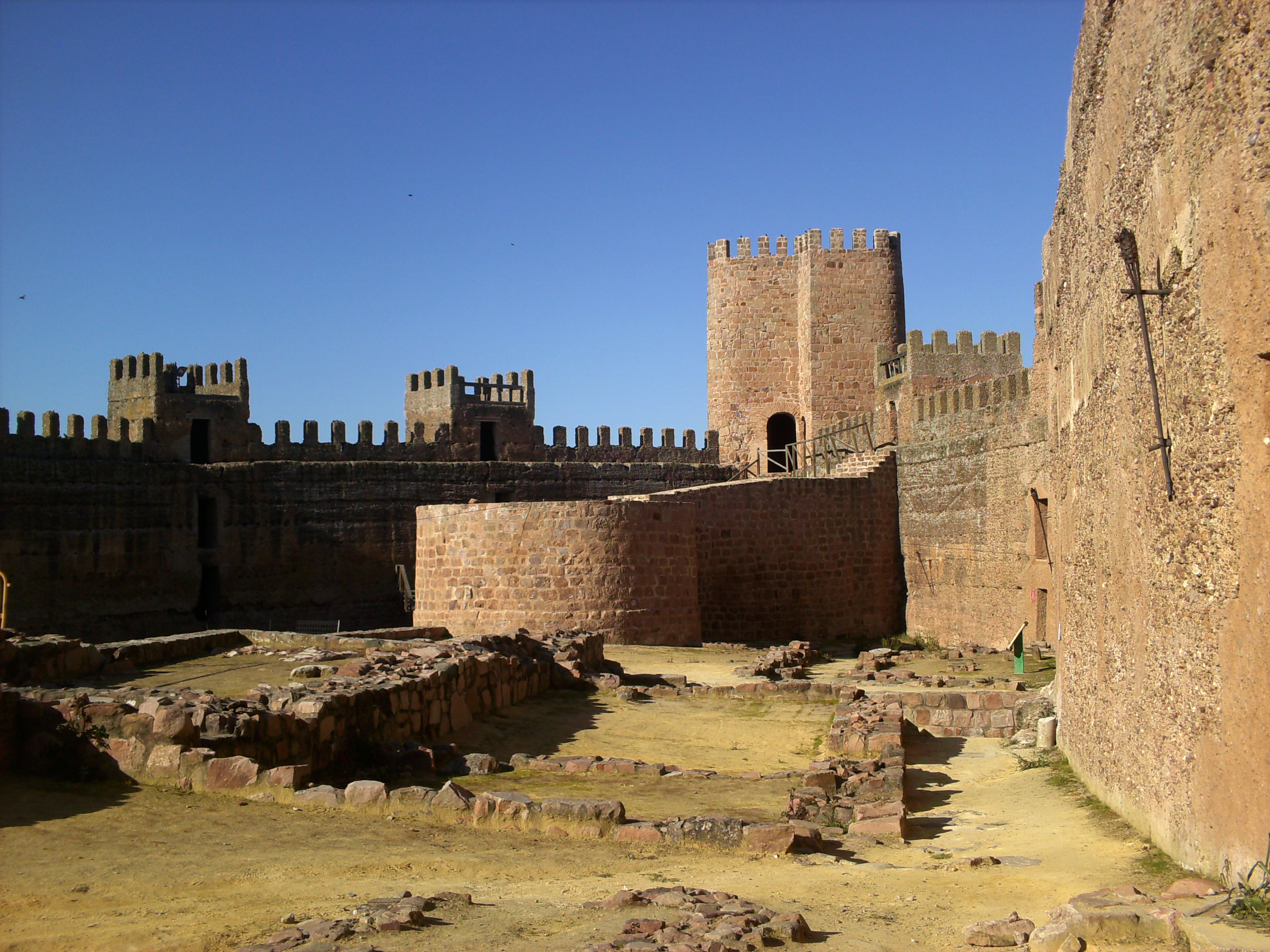
Interior del castell, amb restes d'algunes estructures posteriors
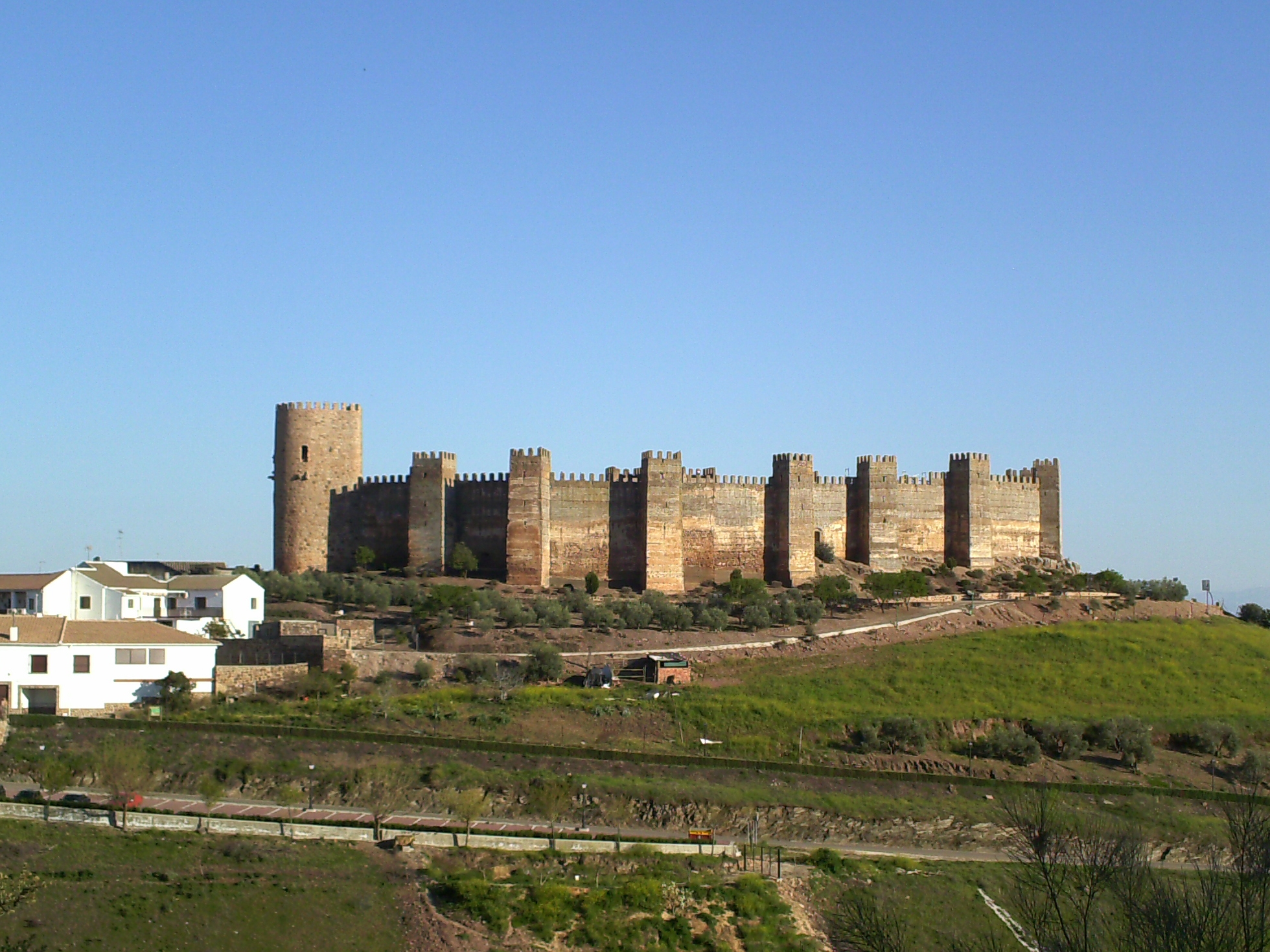
Castell de Burgalimar vist des de lluny